# José Bracho
José de la Trinidad "Carrao" Bracho (nacido el 23 de julio de 1928 en Maracaibo, estado Zulia - 16 de junio de 2011) fue un lanzador venezolano, considerado como uno de los mejores de la historia en ese país. 
Debutó en la Liga Venezolana de Béisbol Profesional en 1948 con tan solo 20 años con Cervecería Caracas, equipo con el cual jugó hasta su desaparición en 1952, luego pasa al nuevo consorcio de Caracas, los Leones, equipo con el que juega en tres periodos (1952-1953; 1954-1955; 1955-1959). Luego pasó por diferentes equipos; jugó una temporada con Pastora de Occidente (1953-54), dos temporadas con Magallanes (1954-1955; 1964-1965), una temporada con Oriente (1959-1963), una temporada con los Orientales (1963-1964), una temporada con los Tiburones de La Guaira (1964-1967), una temporada con los Cardenales de Lara (1966-1968) y finaliza su carrera con las Águilas del Zulia (1970-1973). En 23 temporadas en el béisbol dejó récords individuales para lanzadores en efectividad (3.17), innings lanzados (1.769.2) y ponches propinados (859). En la actualidad posee el récord de por vida de más juegos ganados (109). 
Jugó por breves periodos en las ligas menores en Estados Unidos y en el béisbol invernal de la República Dominicana. En el 2003 fue exaltado al Salón de la Fama del béisbol venezolano.